# Wspomnienia niewidzialnego człowieka
Wspomnienia niewidzialnego człowieka (ang. Memoirs of an Invisible Man) – amerykańsko-francuski film fantastycznonaukowy oraz komediodramat w reżyserii Johna Carpentera z roku 1992, luźno oparty na noweli H.F. Sainta pod tym samym tytułem.

## Treść
Bohaterem filmu jest konsultant ekonomiczny Nick Halloway, który podczas służbowej wizyty w laboratorium w wyniku nieszczęśliwego wypadku staje się niewidzialny. Fakt ten staje się dla Nicka źródłem dużych kłopotów, gdyż tajne służby pragną wykorzystać niewidzialność bohatera do swoich celów. Nick musi uciekać. Sprzymierzeńca znajduje w osobie przyjaciółki – Alice Monroe.

## Obsada
- Chevy Chase – Nick Halloway[1]
- Daryl Hannah – Alice Monroe[1]
- Sam Neill – David Jenkins[1]
- Michael McKean – George Talbot[1]
- Stephen Tobolowsky – Warren Singleton[1]
- Jim Norton(inne języki) – Dr. Bernard Wachs[1]
- Pat Skipper – Morrissey[1]
- Paul Perri(inne języki) – Gomez[1]
- Richard Epcar(inne języki) – Tyler[1]
- Steven Barr(inne języki) – Clellan[1]
- Rosalind Chao – Cathy DiTolla[2]